# Rolf Kaarby
Rolf Kaarby, né le 6 octobre 1909 et mort le 7 mars 1976, est un ancien spécialiste norvégien du combiné nordique.

## Biographie

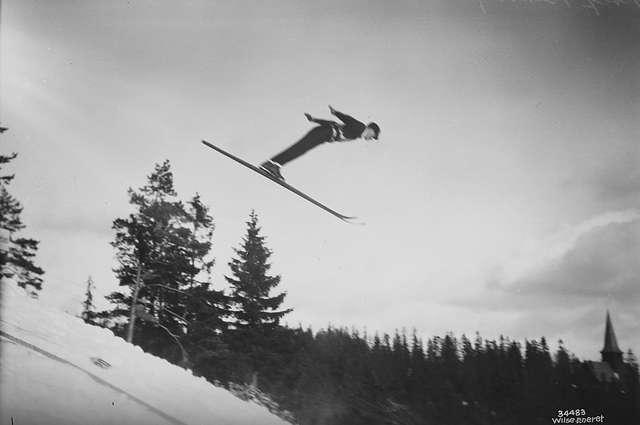
Rolf Kaarby en 1929 à Holmenkollen

En 1930, il a terminé 31e en saut à ski lors des championnats du monde de ski nordique 1930 et premier de la Klasse B,,. En 1933, il termine 4e dans le combiné nordique (no). L'année suivante, il se en classe 5e dans la même épreuve et 10e lors des championnats du monde de ski nordique en saut à ski.
En 1934, 1936 et 1937, il entraîne dans plusieurs pays européens. Dans l'optique des championnats du monde de ski nordique 1937 à Chamonix, il est engagé pour entraîner les équipes de France de saut à ski et de ski de fond,. Il est accompagné par son compatriote Thor Tangvald ainsi qu'Hallstein Sundet,.
Surnommé « Prix d'or », Rolf Kaarby est un farteur réputé. Le manager de l'équipe de France de ski alpin, G.E. Mantout, lui demande ainsi qu'à Thor Tangvald de farter tous les skis des skieurs alpins lors jeux olympiques de 1936. Emile Allais, Maurice Lafforgue et Roland Allard (en) reprochèrent aux Norvégiens des skis mal fartés et qui ne glissaient pas,,.
Lors des championnats de France 1936, il remporte le concours du saut et 3e du ski de fond. Ces résultats lui permettent de remporter le championnat de France qui était à l'époque composé de quatre épreuves (saut à skis, ski de fond, descente et de slalom). Enfin, il remporte le relais. Cette même année, il remporte le championnat de Suisse de saut à ski (de).
Lors des championnats du monde de ski nordique 1937, il termine 2e dans le combiné nordique ce qui est le meilleur résultat de sa carrière.

## Résultats

### Championnats du monde
| Épreuve / Édition | Épreuve / Édition | Oslo 1930 | Sollefteå 1934 | Chamonix 1937 |
| ----------------- | ----------------- | --------- | -------------- | ------------- |
| Combiné nordique  | Combiné nordique  | -         | -              | 2e            |
| Saut à ski        | Saut à ski        | 31e       | 10e            | 14e           |
| Ski de fond       | 18 km             | -         | -              | 14e           |

### Festival de ski d'Holmenkollen
En 1931, il a terminé 18e de la Klasse A.
Il a terminé 4e en 1933, 5e en 1934, 17e en 1937, 10e en 1938, 8e en 1940, 12e en 1947, 31e en 1948 et 39e en 1949 dans le combiné nordique (no),.
En ski de fond (18 km), il a terminé 53e en 1938, 99e en 1940, 76e en 1947, 127e en 1948 et 147e en 1949.
En saut, il a terminé 98e en 1937.

### Championnats nationaux
Championnats de Norvège
En 1928, il a terminé 2e chez les jeunes. En 1930, il a terminé 14e de la Klasse B,. En 1931, il a terminé 23e de la Klasse A.
Autres championnats
Il a terminé premier du championnat de France de ski en 1936.